# Heinrich Krone
Pour les articles homonymes, voir Krone.

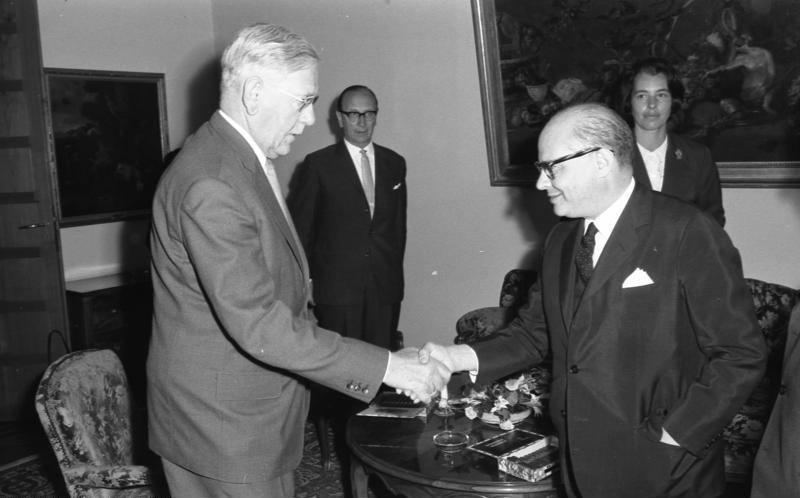
Krone (à gauche) recevant le chef du Parti libéral de Colombie, Carlos Lleras Restrepo (1964)

Heinrich Krone (né le 1er décembre 1895 à Hessisch Oldendorf et mort le 15 août 1989 à Bonn) est un homme politique allemand (Zentrum, plus tard CDU).
De 1955 à 1961, il est président du groupe parlementaire CDU/CSU, de 1961 à 1964 ministre fédéral avec attributions spéciales et de 1964 à 1966 ministre fédéral des Affaires du Conseil fédéral de défense.

## Biographie

### Formation et métier
Après avoir obtenu son diplôme d'études secondaires en 1914 au lycée épiscopal Saint-Joseph (de) à Hildesheim, Krone commence à étudier la théologie catholique, mais est enrôlé par le ministère prussien de la Guerre la même année. Après la fin de la Première Guerre mondiale, il obtient un diplôme d'enseignement des langues modernes et du latin à Münster, Göttingen et Kiel de 1918 à 1920. Au cours de ses études, il devient membre de l'Union des associations d'étudiants scientifiques catholiques Unitas (de).
Après avoir terminé son stage juridique, il travaille comme professeur assistant à Kiel jusqu'en 1923, tout en étudiant l'économie ici. En 1923, il obtient son doctorat avec un mémoire sur La théorie de la ville sous la direction de Ferdinand Tönnies. Dans la République de Weimar, il est actif au sein de l'Association pour la défense de l'antisémitisme. Après 1933, il aide les personnes harcelées et persécutées par les nationaux-socialistes avec l'aide du "comité auxiliaire des non-aryens catholiques". En 1933, il proteste sans succès auprès du ministère de l'Intérieur contre l'attaque des SA contre des civils pendant la semaine sanglante de Köpenick. De 1934 à 1935, il est directeur général de la Caritas Notwerk. Après cela, il doit subvenir aux besoins de sa famille avec des petits boulots. Après le complot du 20 juillet 1944 sur Adolf Hitler, il est emprisonné quelques semaines dans le cadre de l'opération Gitter, mais ne transfère pas au camp de concentration de Sachsenhausen comme prévu.

### Famille
Heinrich Krone a deux frères, Wilhelm (1887-1982) et Konrad (1899-1966), et est marié à Émilie Janiak (1895-1989). Avec elle, il a quatre enfants :
- Heinrich Adolf (de) (1925-2021);
- Anna Elizabeth (née en 1927);
- Konrad Hermann (1930-2021), est marié à Ursula Krone-Appuhn (de) ;
- Marianne (née en 1939).

## Politique

### Parti politique
En 1923, Krone rejoint le Zentrum et organise des rassemblements contre la marche d'Hitler sur la Feldherrnhalle de Munich. De 1923 à 1929, il est secrétaire général adjoint du Zentrum et de 1923 à 1929 premier directeur général puis jusqu'en 1933 chef fédéral de la Fédération Windthorst (de), l'organisation de jeunesse du Zentrum. À partir de 1926, Krone est membre du conseil fédéral du Reichsbanner Schwarz-Rot-Gold.
Après la fin de la guerre, il est l'un des cofondateurs de la CDU à Berlin en 1945. À cette fin, au début de l'été 1945, il rencontre fréquemment des hommes politiques tels que Jakob Kaiser, Ernst Lemmer (de), Otto Lenz (de) et Andreas Hermes, qui, avec des personnalités d'autres domaines comme le pasteur protestant Heinrich Grüber (de), les professeurs Eduard Spranger et Ferdinand Sauerbruch, initie la fondation de la CDU de Berlin. L'appel, codécidé et signé par les personnes susmentionnées, est diffusé par radio le 22 juin 1945.
À Berlin, il est membre de l'exécutif de la CDU de 1947 à 1951. Il a une influence significative sur la fondation de la Société pour un travail éducatif chrétien-démocrate, l'organisation qui précède la Fondation Konrad-Adenauer.

### Député
En 1925, il succède à feu Peter Spahn et est alors le plus jeune député du Reichstag. Il est député du Reichstag jusqu'à la fin de la République de Weimar en 1933. Le 23 mars 1933, Krone et son groupe parlementaire approuvent la loi d'habilitation.
De 1949 à 1969, il est député du Bundestag, d'abord en tant que représentant de Berlin, à partir de 1965 via la liste d'État de Basse-Saxe. Il y est directeur parlementaire d'août 1951 au 15 juin 1955, puis président du groupe CDU/CSU au Bundestag du 15 juin 1955 à 1961. En tant que député puis ministre, Krone est considéré comme un proche confident de Konrad Adenauer, alors chancelier.
En 1952, Krone fait partie d'un groupe de 34 membres du groupe parlementaire CDU/CSU qui présente un projet de loi introduisant le vote à la majorité relative au Bundestag. Même à l'époque de la grande coalition, il est encore l'un des partisans du vote majoritaire. Bien qu'ils aient également trouvé des soutiens dans certaines parties du SPD, ils ne sont pas en mesure de s'affirmer globalement dans la coalition.

### Confident d'Adenauer
Il est considéré comme l'un des plus proches confidents politiques de Konrad Adenauer, surtout depuis qu'il est président du groupe parlementaire CDU/CSU.
Cette familiarité se développe lentement au début, notamment en raison du comportement plutôt cool et autoritaire d'Adenauer envers le prédécesseur de Krone, Heinrich von Brentano, bien que Krone a déjà acquis une grande réputation au sein du groupe parlementaire de la CDU/CSU au début des années 1950, en compensant en partie par son engagement les désaccords nés sous Brentano. Celles-ci sont apparues parce qu'on reproche à Brentano de s'occuper davantage de la politique étrangère que, par exemple, de la procédure législative des parlementaires, ce qui, à proprement parler, relève du domaine de compétence du président du groupe parlementaire.
L'ascension finalement réussie d'Adenauer au rang de confident est probablement due au fait que Krone fuit le public et ne nourrissait pas d'ambitions pour la chancellerie ou pour un quelconque autre gain de pouvoir, mais qu'il devient plutôt le stratège de travail d'Adenauer dans l'ombre, qui maintient la fraction du Bundestag dans la ligne et protège ainsi les arrières d'Adenauer. Cela lui vaut un respect supplémentaire dans ses propres rangs, mais aussi toutes sortes de déclarations malveillantes qui le caricaturent comme un politicien rigide et cassant. Le président fédéral de l'époque, Theodor Heuss, le qualifie notamment de "type de fonctionnaire ennuyeux et sans envergure". Ces critiques sont toutefois étouffées par les réactions positives de ses propres rangs, qui rendent hommage à Heinrich Krone avec des déclarations telles que "Papa Krone" ou "Adenauer's Allkleber", soulignant ainsi les performances de Krones en termes de cohésion du groupe parlementaire.
Malgré ses ambitions modestes attestées, peut-être précisément à cause de cela, il devient l'un des hommes les plus puissants de Bonn dans la période de 1955 à 1961 et en 1961 est nommé ministre des tâches spéciales dans le cabinet d'Adenauer. Auparavant, en 1959, le groupe parlementaire CDU/CSU a tenu des consultations internes pour désigner Krone comme son propre candidat à l'élection présidentielle fédérale, ce que Krone rejette cependant. Malgré ces ambitions attestées par le groupe parlementaire, il ne peut pas se distancer clairement d'Adenauer sur le plan politique et ne peut donc pas développer un profil politique autonome, profitant ainsi des portes politiques qui s'ouvraient pour lui. Néanmoins, avec le poste de ministre fédéral ainsi que celui de vice-président du Conseil fédéral de défense, Krone obtient un énorme pouvoir qu'il utilise avant tout pour son parti et pour nouer de nouveaux contacts. Pour Adenauer, cela signifie qu'après avoir quitté son poste de chancelier, il a encore une certaine influence sur la politique quotidienne sous son successeur Ludwig Erhard (pour lequel Krone a également été pressenti) en nommant Heinrich Krone aux postes susmentionnés, puisque Krone participe activement à l'élaboration de la politique étrangère et de sécurité de la République fédérale grâce à ces fonctions.

### Autres mandats
Le 14 novembre 1961, il est nommé ministre fédéral avec attributions spéciales dans le gouvernement fédéral dirigé par Adenauer. Il conserve également conservé cette fonction sous le chancelier fédéral Ludwig Erhard, dans le cabinet duquel il est ensuite nommé le 13 juillet 1964 ministre fédéral des Affaires du Conseil fédéral de la défense. Après la rupture de la coalition avec le FDP et le départ du chancelier fédéral Ludwig Erhard, le mandat de Krone en tant que ministre fédéral prend également fin le 30 novembre 1966. Lorsqu'en 1969, son mandat de député au Bundestag prend également fin après vingt ans, il passe au poste de conseiller politique, dans lequel il contribue surtout à la politique Est-Ouest, ce dont le "chancelier de l'unité", Helmut Kohl, le remercie expressément. Cependant, Krone ne vit pas pour voir les fruits de son travail car il est mort trois mois avant la chute du mur de Berlin (1989).

## Publications
- Hans-Otto Kleinmann (de) (Berab.): Heinrich Krone. Tagebücher. Droste, Düsseldorf
  - Bd. 1: 1945–1961, 1995,  (ISBN 3-7700-1876-1).
  - Bd. 2: 1961–1966, 2003,  (ISBN 3-7700-1892-3).